# Campeonato Mundial de Atletismo de 2005 - Lançamento de martelo feminino
O lançamento de martelo feminino no Campeonato Mundial de Atletismo de 2005 foi realizada no Estádio Olímpico, em Helsinque, na Finlândia, entre os dias 10 a 12 de agosto de 2005.

## Recordes
Antes desta competição, os recordes mundiais e do campeonato nesta prova eram os seguintes:
| Tipo                  | Atleta          | Distância | Local   | Data                 |
| --------------------- | --------------- | --------- | ------- | -------------------- |
|                       | Tatyana Lysenko | 77,06     | Moscou  | 15 de julho de 2005  |
| Recorde do campeonato | Mihaela Melinte | 75,20     | Sevilha | 24 de agosto de 1999 |

## Medalhistas
| Ouro               | Prata                 | Bronze                  |
| Yipsi Moreno (CUB) | Tatyana Lysenko (RUS) | Manuela Montebrun (FRA) |

## Calendário
Todos os horários estão no horário local (UTC+2)
| Data         | Horário | Fase         |
| ------------ | ------- | ------------ |
| 10 de agosto | 14:00   | Qualificação |
| 12 de agosto | 19:50   | Final        |

## Resultados

### Qualificação
Qualificação: 70.00 m (Q) ou as 12 melhores performances (q).
Grupo A
| Pos. | Geral | Atleta                | Nacionalidade  | Tentativas | Tentativas | Tentativas | Marca | Notas |
| Pos. | Geral | Atleta                | Nacionalidade  | 1          | 2          | 3          | Marca | Notas |
| ---- | ----- | --------------------- | -------------- | ---------- | ---------- | ---------- | ----- | ----- |
| 1    | 1     | Yipsi Moreno          | Cuba           | 72.67      | —          | —          | 72.67 | Q     |
| 2    | 3     | Tatyana Lysenko       | Rússia         | 71.14      | —          | —          | 71.14 | Q     |
| 3    | 4     | Kamila Skolimowska    | Polónia        | 69.26      | 70.28      | —          | 70.28 | Q     |
| 4    | 6     | Mihaela Melinte       | Roménia        | 67.83      | 68.31      | 66.63      | 68.31 | q     |
| 5    | 7     | Clarissa Claretti     | Itália         | 63.06      | 68.21      | 66.39      | 68.21 | q     |
| 6    | 11    | Zhang Wenxiu          | China          | X          | 66.73      | X          | 66.73 | q     |
| 7    | 12    | Nataliya Zolotukhina  | Ucrânia        | 65.49      | 66.36      | 66.27      | 66.36 |       |
| 8    | 15    | Darya Pchelnik        | Bielorrússia   | X          | X          | 65.54      | 65.54 |       |
| 9    | 16    | Berta Castells        | Espanha        | X          | 63.56      | 65.50      | 65.50 |       |
| 10   | 20    | Éva Orbán             | Hungria        | X          | 64.26      | 64.10      | 64.26 |       |
| 11   | 21    | Sini Pöyry            | Finlândia      | X          | 64.24      | X          | 64.24 |       |
| 12   | 24    | Bethany Hart          | Estados Unidos | 63.97      | 61.95      | X          | 63.97 |       |
| 13   | 27    | Cecilia Nilsson       | Suécia         | X          | 60.24      | 62.27      | 62.27 |       |
| 14   | 28    | Betty Heidler         | Alemanha       | X          | X          | 61.91      | 61.91 |       |
| —    | —     | Jennifer Dahlgren     | Argentina      | X          | X          | X          | NM    |       |
| —    | —     | Yekaterina Khoroshikh | Rússia         | X          | X          | X          | NM    |       |
| —    | —     | Kathrin Klaas         | Alemanha       | X          | X          | X          | NM    |       |

Grupo B
| Pos. | Geral | Atleta                | Nacionalidade     | Tentativas | Tentativas | Tentativas | Marca | Notas |
| Pos. | Geral | Atleta                | Nacionalidade     | 1          | 2          | 3          | Marca | Notas |
| ---- | ----- | --------------------- | ----------------- | ---------- | ---------- | ---------- | ----- | ----- |
| 1    | 2     | Manuela Montebrun     | França            | 68.64      | 71.63      | —          | 71.63 | Q     |
| 2    | 5     | Iryna Sekachova       | Ucrânia           | 67.08      | 68.55      | X          | 68.55 | q     |
| 3    | 8     | Susanne Keil          | Alemanha          | 67.82      | X          | X          | 67.82 | q     |
| 4    | 9     | Erin Gilreath         | Estados Unidos    | 67.41      | 63.15      | 65.19      | 67.41 | q     |
| 5    | 10    | Candice Scott         | Trinidad e Tobago | 66.85      | 64.99      | 59.70      | 66.85 | q     |
| 6    | 13    | Volha Tsander         | Bielorrússia      | X          | X          | 66.07      | 66.07 |       |
| 7    | 14    | Ivana Brkljačić       | Croácia           | 65.63      | 63.62      | 65.32      | 65.63 |       |
| 8    | 17    | Amber Campbell        | Estados Unidos    | 61.20      | 65.48      | 61.43      | 65.48 |       |
| 9    | 18    | Stiliani Papadopoulou | Grécia            | 64.23      | 64.99      | 61.68      | 64.99 |       |
| 10   | 19    | Jennifer Joyce        | Canadá            | 61.88      | X          | 64.34      | 64.34 |       |
| 11   | 20    | Shirley Webb          | Grã-Bretanha      | X          | 64.16      | 63.91      | 64.16 |       |
| 12   | 21    | Eileen O'Keeffe       | Irlanda           | X          | 64.09      | 63.71      | 64.09 |       |
| 13   | 25    | Yunaika Crawford      | Cuba              | X          | 63.79      | X          | 63.79 |       |
| 14   | 26    | Yuka Murofushi        | Japão             | 56.43      | 62.83      | X          | 62.83 |       |
| 15   | 29    | Amarilys Alméstica    | Porto Rico        | 56.66      | X          | X          | 56.66 |       |
| —    | —     | Gu Yuan               | China             | X          | X          | X          | NM    |       |
| —    | —     | Ester Balassini       | Itália            | X          | X          | X          | NM    |       |
| n/a  | n/a   | Olga Kuzenkova        | Rússia            |            |            |            | DSQ   | Q,    |

### Final
A final ocorreu dia 12 de agosto às 19:50.
| Pos.              | Atleta             | Nacionalidade     | Tentativas | Tentativas | Tentativas | Tentativas | Tentativas | Tentativas | Marca | Notas |
| Pos.              | Atleta             | Nacionalidade     | 1          | 2          | 3          | 4          | 5          | 6          | Marca | Notas |
| ----------------- | ------------------ | ----------------- | ---------- | ---------- | ---------- | ---------- | ---------- | ---------- | ----- | ----- |
| Medalha de ouro   | Yipsi Moreno       | Cuba              | 70.39      | X          | 70.88      | 71.26      | 73.08      | 73.04      | 73.08 |       |
| Medalha de prata  | Tatyana Lysenko    | Rússia            | X          | 70.30      | 68.44      | 68.92      | 72.46      | 71.68      | 72.46 |       |
| Medalha de bronze | Manuela Montebrun  | França            | 67.92      | 68.93      | 66.99      | 71.41      | 71.02      | 70.80      | 71.41 |       |
| 4                 | Zhang Wenxiu       | China             | 68.16      | 65.90      | 68.31      | 69.82      | 66.68      | 68.53      | 69.82 |       |
| 5                 | Iryna Sekachova    | Ucrânia           | 69.65      | 67.26      | 67.59      | 68.62      | 68.08      | 68.15      | 69.65 |       |
| 6                 | Kamila Skolimowska | Polónia           | 68.96      | 67.14      | 68.76      | 68.34      | 67.01      | X          | 68.96 |       |
| 7                 | Candice Scott      | Trinidad e Tobago | 66.55      | 63.16      | 63.79      | X          | X          | 63.32      | 66.55 |       |
|                   |                    |                   |            |            |            |            |            |            |       |       |
| 8                 | Clarissa Claretti  | Itália            | X          | 64.28      | 64.76      |            |            |            | 64.76 |       |
| 9                 | Erin Gilreath      | Estados Unidos    | 64.54      | 64.01      | 63.38      |            |            |            | 64.54 |       |
| 10                | Mihaela Melinte    | Roménia           | 64.31      | X          | 63.94      |            |            |            | 64.31 |       |
| 11                | Susanne Keil       | Alemanha          | X          | X          | 63.25      |            |            |            | 63.25 |       |
| n/a               | Olga Kuzenkova     | Rússia            |            |            |            |            |            |            | DSQ   | [ 3 ] |

Legenda
| Recorde mundial       | Recorde mundial (World record)               |                       | Recorde africano                      | Recorde africano (African) |                                           | Q | Classificado por posição (Qualified) |
| Recorde do campeonato | Recorde do campeonato (Championship record)  | Recorde da América    | Recorde da América (Americas)         | q                          | Classificado por melhor tempo (Qualified) |   |                                      |
| Melhor marca do ano   | Melhor marca do ano (World leading)          | Recorde asiático      | Recorde asiático (Asian)              | DNS                        | Não largou (Did not start)                |   |                                      |
| Recorde nacional      | Recorde nacional (National record)           | Recorde europeu       | Recorde europeu (European)            | DNF                        | Não terminou (Did not finish)             |   |                                      |
| Recorde pessoal       | Recorde pessoal do atleta (Personal best)    | Recorde da Oceania    | Recorde da Oceania (Oceania)          | DSQ / DQ                   | Desclassificado (Disqualified)            |   |                                      |
| Recorde da temporada  | Recorde da temporada do atleta (Season best) | Recorde sul-americano | Recorde sul-americano (South America) | NM                         | Sem marca (No mark)                       |   |                                      |